# Raimond Lätte
Raimond Lätte (* 22. Februar 1931 in Tartu; † 6. Januar 1997 in Tallinn) war ein estnischer Komponist.

## Leben
Nach Musikstudien in Tartu schloss Raimond Lätte 1957 sein Studium für Chorleitung bei Artur Vaher und 1961 sein Studium der Komposition bei Anatoli Garšnek am Staatlichen Tallinner Konservatorium ab. Von 1957 bis 1986 war Lätte Musikredakteur beim estnischen Verlag Eesti Raamat. Von 1961 bis 1965 lehrte er als Dozent an der Tallinner Musikschule und von 1978 bis 1985 war er Lehrkraft am Staatlichen Tallinner Konservatorium. Seit 1962 war er Mitglied des Estnischen Komponistenverbands (estnisch Eesti Heliloojate Liit).
1981 erhielt Raimond Lätte den Jahrespreis für Musik der Estnischen Sozialistischen Sowjetrepublik, 1984 den Titel eines „Verdienten Kunstschaffenden der Estnischen SSR“.

## Kompositionen
Neben zahlreichen Chorwerken komponierte Lätte unter anderem zehn Kantaten, zwei sinfonische Poeme und zwei Blasquintette.